# Castello di Sant'Andrea
Il castello di Sant'Andrea era un maniero medievale, che sorgeva a monte di Sant'Andrea Bagni, frazione di Medesano, in provincia di Parma.

## Storia
L'originaria fortificazione difensiva fu edificata nella seconda metà del XIII secolo per volere del marchese Pallavicino del ramo di Ravarano.
Nel 1295 il podestà di Parma ordinò la demolizione del maniero, che fu ricostruito agli inizi del XIV secolo dai da Cornazzano; nel 1356 Antoniolo lo alienò a Giacomo e Bertrando de' Rossi, che nel contratto di acquisto rilevarono anche gli oltre 100 vassalli.
Nel 1408 Ottobuono de' Terzi conquistò i manieri rossiani di Sant'Andrea e Carona; i fratelli Giacomo e Pietro de' Rossi si allearono col marchese di Ferrara Niccolò III d'Este e gli presentarono istanza affinché quando fosse diventato Signore di Parma garantisse loro la restituzione delle due fortificazioni e dei castelli di Castrignano, di Tiorre, di Pariano e di Mattaleto, oltre all'autorizzazione alla riedificazione delle rocche di Mulazzano, di Alberi, di Porporano, di Antesica e di Mamiano oppure della vicina Basilicanova.
In seguito alla restituzione della fortificazione di Sant'Andrea, nel 1428 Pietro de' Rossi la perse nuovamente in seguito alla conquista e distruzione del vicino castello di Miano, i cui abitanti, deportati nel maniero di Sant'Andrea, ne aprirono le porte alle truppe di Rolando il Magnifico. Tuttavia, nel 1441 Niccolò Piccinino convinse Filippo Maria Visconti del tradimento del Marchese e si fece incaricare di conquistarne lo Stato Pallavicino; Rolando fu costretto alla fuga e tutte le sue proprietà furono incamerate dal Duca di Milano, che nel 1442 assegnò al condottiero il maniero di Sant'Andrea e numerosi altri nel Parmense, tra cui Solignano, Taro, Miano, Varano Marchesi, Banzola, Visiano, Cella, Tabiano, Monte Manulo, Bargone, Gallinella, Felegara e Monte Palerio.
In seguito Niccolò Piccinino cedette la fortificazione di Sant'Andrea ai da Cornazzano. Pochi anni dopo, in seguito alla presa del potere da parte di Francesco Sforza, Pier Maria II de' Rossi attaccò il castello e se ne reimpossessò, ricevendone nel 1449 l'investitura da parte del Duca di Milano.
Nel 1464 Pier Maria II destinò nel testamento il maniero di Sant'Andrea e numerosi altri al figlio Guido, ma nel 1482, durante la guerra dei Rossi, le truppe di Ludovico il Moro comandate da Gian Giacomo Trivulzio espugnarono il castello per poi proseguire per Roccalanzona; nel dicembre dello stesso anno Guido riuscì a rientrarvi, ma lo abbandonò il giorno seguente, all'arrivo delle soldatesche del marchese di Varano de' Melegari Gianfrancesco I Pallavicino; quest'ultimo se ne impossessò e dopo la fine del conflitto, nonostante secondo gli accordi il castello fosse stato assegnato a Gualtiero Bascapé, lo tenne per sé trasmettendolo ai suoi discendenti, feudatari di Varano fino al 1805.
Perse le originarie funzioni difensive, la fortificazione fu completamente abbandonata e cadde in profondo degrado, tanto che nel 1804 ne risultavano visibili solo le fondamenta, riscoperte agli inizi del XXI secolo.

## Descrizione
Dell'antico maniero oggi si conservano soltanto, quasi completamente nascosti, alcuni resti della base della torre, sviluppata su un impianto rettangolare delle dimensioni di 20 x 12 m; i muri a sacco erano rivestiti con pietre disposte ordinatamente.